# Marcello di Strigonio
Marcello (in ungherese Marcell) (XI secolo – 1124 circa) è stato un arcivescovo cattolico ungherese che ricoprì la carica di vescovo di Vác dal 1111 al 1113 e di arcivescovo di Strigonio dal 1116 fino alla sua morte.

## Biografia
In gioventù, Marcello fu legato al clero di corte e fu probabilmente membro della cappella reale durante il regno di Ladislao I d'Ungheria. Ricoprì inoltre il ruolo di prevosto di Albareale, Óbuda o Titel. Secondo la Chronica Picta, Ladislao, che giaceva sul letto di morte, inviò il palatino Pietro e Marcello in Polonia per negoziare con il vice del duca Sieciech nell'estate del 1095. La delegazione ungherese invitò il nipote esiliato del re Colomano a tornare dalla Polonia per diventare suo erede. Un altro capitolo della cronaca definisce Marcello «sanctus», un probabile riferimento al suo carattere pio e al suo stile di vita esemplare, nonostante la giovane età, come ha sostenuto il medievalista László Koszta.
Dopo l'incoronazione di Colomanno nel 1096, divenne un importante consigliere del nuovo monarca. In un momento storico imprecisato a cavallo tra l'XI e il XII secolo, venne assegnato alla diocesi di Vác. È plausibile che corrispondesse al prelato anonimo menzionato in un documento del 1103 senza l'indicazione del 1103. Primo detentore noto del titolo, questo personaggio è menzionato in tale veste nei due statuti istitutivi dell'abbazia di Zobor, emessi nel 1111 e nel 1113. La cattedrale di Vác fu costruita dal padre di Colomanno, Géza I, dove fu anche sepolto, il che conferma la forte alleanza tra il re e Marcello. Nelle due carte di Zobor, Marcello compare rispettivamente al settimo e all'ottavo posto dell'elenco dei prelati (a testimoniare la gerarchia sussistente tra di loro). È noto che partecipò al primo e al secondo sinodo di Strigonio. Insieme a sei vescovi e a diversi aristocratici molto importanti, Marcello scortò Colomanno in Dalmazia nel 1111, il cui viaggio perseguiva lo scopo di confermare i privilegi di Spalato, Traù e Zara. L'evento è narrato da un documento della corona del 1118, che colloca Marcello al secondo posto tra i prelati. 
Koszta ha ritenuto che l'atto si riferisse alla situazione sussistente al momento della stesura della carta, motivo per cui Marcello era già arcivescovo di Strigonio nel 1118 (il suo predecessore Lorenzo era morto da circa due anni). Ciò nonostante, Marcello viene menzionato per la prima volta in quella veste solo nel luglio del 1124.
Marcello fu presente alla cerimonia di sepoltura di Colomanno ad Albareale e all'incoronazione di Stefano II nel 1116. Fu il primo arcivescovo conosciuto di Strigonio trasferito da un'altra diocesi. Nel luglio 1124 fece parte del gruppo di uomini che Stefano II incaricò di visitare la Dalmazia per confermare le precedenti concessioni e privilegi del padre alle città costiere. Ciò consente di affermare che Marcello aveva anche partecipato alla campagna reale contro la provincia, approfittando della temporanea assenza della flotta della Repubblica di Venezia nel Mar Adriatico. Nello stesso anno, Marcello viene citato anche da un documento dalla dubbia autenticità in occasione di una contesa tra Otmaro, ispán del comitato di Bars, ed Enrico, abate di Garamszentbenedek (oggi Hronský Beňadik, in Slovacchia), quando Marcello e altri vescovi vengono menzionati come investigatori e giudici. Sempre nel 1124, Marcello incontrò il legato papale Giles, che si recò in Germania attraverso l'Ungheria. Poiché il suo successore Feliciano fu indicato come arcivescovo da una carta datata tra il 1125 e il 1128 circa, Marcello probabilmente morì non molto tempo dopo la sua ultima apparizione nei documenti contemporanei.